# Jean Karadja Pascha
Prinz Jean Constantin Alexandre Othon Karadja Pascha (* 9. März 1836 in Nafplio; † 11. August 1894 in Den Haag) war ein phanariotischer Offizier und Diplomat des Osmanischen Reiches. Er war auch ein talentierter Pianist und Komponist.

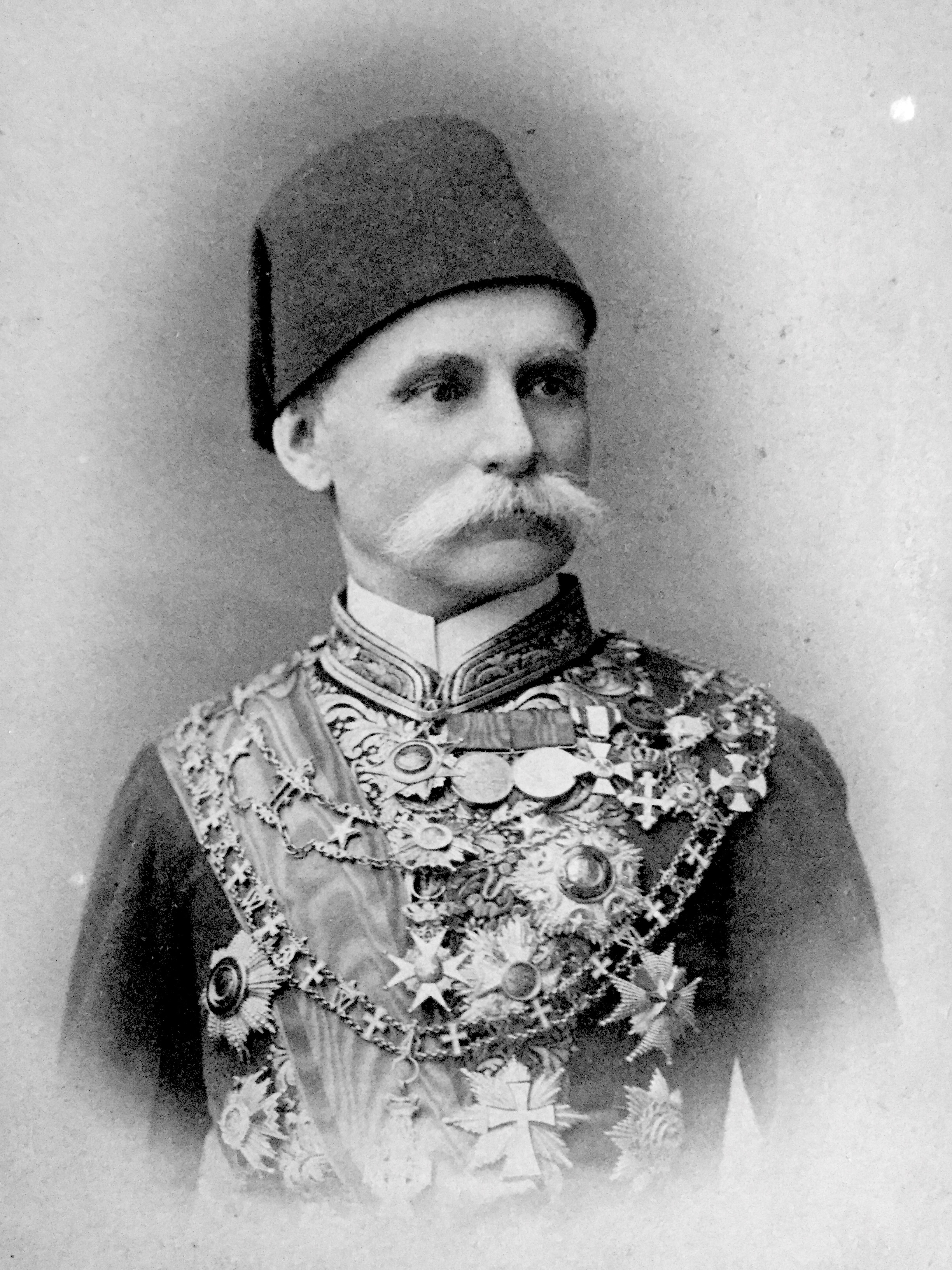
Karadja Pascha

## Familie
Jean war der Sohn von Prinz Constantin Caradja (1799–1860) und Adèle Condo Dandolo (1814–1891), die aus einer venezianischen Dogen-Familie stammte. Sein Großvater war Jean Caradja, Fürst der Walachei.
1859 heiratete er in Konstantinopel Caroline Durand. Sie hatten ein Kind, bevor sie sich scheiden ließen:
Prinzessin Margarete Karadja Durand (1859–1944), die den französischen Diplomaten Baron Ecain Pavée de Vendeuvre ehelichte. Zusammen hatten sie 7 Kinder.

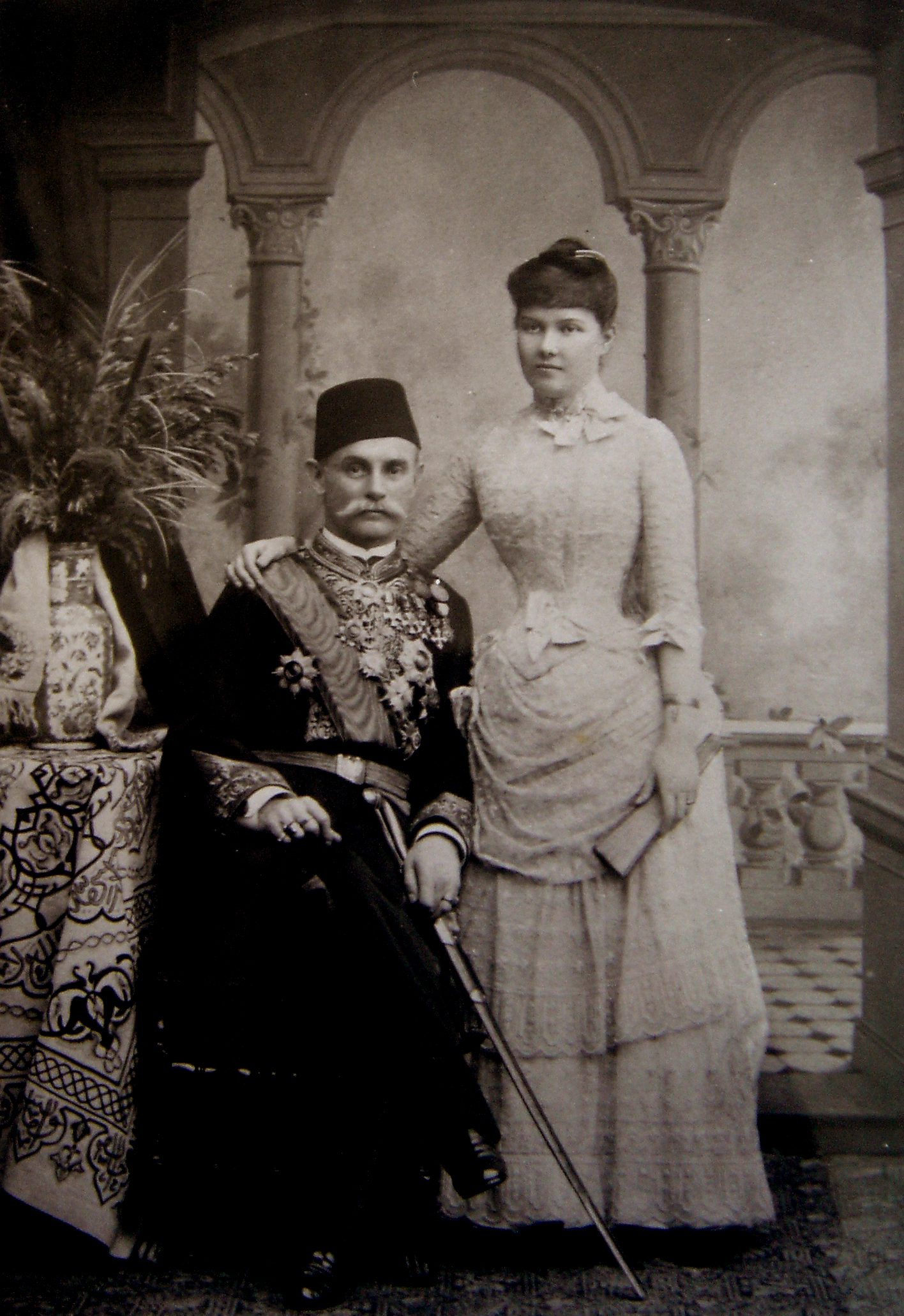
Karadja mit seiner zweiten Frau Mary

Am 24. April 1887 heiratete Karadja Marie Lousie Smith, bekannt als Prinzessin Mary Karadja (1868–1943). Sie war die jüngste Tochter von Lars Olsson Smith. Zusammen hatte sie zwei Kinder:
Prinz Constantin Karadja (1889–1950), verheiratet mit Prinzessin Marcelle Hélène Caradja (1896–1971) sowie Prinzessin Despina Marie Roxane Alexandra Theodora Karadja (1892–1983), die kinderlos blieb.

## Ausbildung und Studium
Nach seiner allgemeinen Schulzeit in Athen sowie Militär- und Rechtsschule in Berlin wurde Karadja im Alter von 15 Jahren in den Übersetzerdienst aufgenommen; im Osmanischen Reich galt dies als Voraussetzung für eine spätere Karriere in der Diplomatie.

## Diplomatische Karriere
1851 wurde Jean zum Legationssekretär der osmanischen Delegation in Berlin ernannt, die von Dezember 1847 bis Oktober 1857 durch seinen Vater Constantin geleitet wurde. Es war übliche Praxis, dass Beamte des osmanischen Beamtenapparats aus den Reihen der eigenen Familie ausgewählt wurden.
1854 wurde er zum Legationsrat Erster Klasse der osmanischen Delegation in Den Haag ernannt und im November in das osmanische Militär aufgenommen als Befehlshaber des Generalstabs.
Als Legationsrat Erster Klasse und Militärattaché diente er zudem in Brüssel.
1860 wurde er nach Turin versetzt und später im Rang des Generalkonsuls nach Ancona. 1871 wurde er Generalkonsul in Venedig und im November 1874 in Brindisi. Im September 1879 wurde er zum Direktor der Kaiserlichen Galatasaray-Schule in Istanbul ernannt und erhielt den Ehrentitel Pascha.
Im Juli 1881 im Alter von 46 und mit 31 Jahren im diplomatischen Dienst wurde Karadja zum Ministre plénipotentiaire der Hohen Pforte in Den Haag und in Stockholm ernannt.
Er starb 1894 und wurde in der orthodoxen Kapelle des Familienschlosses im belgischen Bovigny beigesetzt.
Von seinen 44 Jahren im Dienste des Osmanischen Reiches lebte er tatsächlich nur 2–3 Jahre in der Türkei selbst.